# Mexico Corona Series
México Corona Series (или Desafío Corona) са Мексиканските серии, подобни на НАСКАР от САЩ.

## История
Сериите са създадени през 2002 в Мексико, като е организирана от SELCA, която създава Master Card Truck Series México.
Следващата година спонсорът Master Card се оттеглил да спонсорира сериите. През 2004 след намесата на фирмата OCESA и със съгласието на SELCA, Stock Car Racing става комерсиално оперирана от OCESA автомобилизъм и SELCA става организатор на Desafío Corona (или México Corona Series).
В същия момент OCESA ремонтира някои писти, за да могат México Corona Series да се състезават. Новият спонсор е Мексиканската бира Corona.

## Шампиони (Desafio Corona Series)
| Година | Шампион         | Номер |
| ------ | --------------- | ----- |
| 2004   | Карлос Пардо    |       |
| 2005   | Хорхе Гоетерс   |       |
| 2006   | Рогелио Лопез   |       |
| 2007   | Рафаел Мартинез |       |